# Per-Olof H. Wikström
Per-Olof H. Wikström, född 1955, är professor i kriminologi inom Ecological and Developmental Criminology vid kriminologiska institutionen på University of Cambridge i Storbritannien. Wikström tog doktorsexamen vid kriminologiska institutionen på Stockholms universitetet där han också är docent. Hans främsta vetenskapliga bidrag är utvecklandet av den integrerade teorin Situational Action Theory som menar att brott är moraliska handlingar, begångna av människor som ser möjligheten och har viljan till det. Hans teoretiska ansatsen innehåller såväl rational choice-teori som deterministiska faktorer.